# 徳大寺維子
徳大寺 維子（とくだいじ ふさこ、文明13年（1481年） - 永禄9年3月8日（1566年3月29日））は、戦国時代の関白・近衛尚通の北政所（正室）。太政大臣徳大寺実淳の娘。近衛稙家、久我晴通、徳大寺公維らの生母。

## 生涯
明応6年7月26日（1497年）に婚儀が行われ、正室として扱われた（当時の公家社会では正式な婚儀を行わなければ正室として認められなかった）。翌年6月7日には最初の女子を出産し、以後2男5女を儲けた。ただし、婚儀の前月に既に尚通は最初の関白の任を終えていたため、彼女が北政所とされることはなく、「北政所」として彼女が登場するのは永正10年（1513年）に尚通が関白に還補された直後（『後法成寺日記』永正10年10月27日条）である。なお、同年の11月20日に従三位に叙せられている。
夫や息子の代わりに公的な場に出る場合があったことが知られ、稙家が関白・藤氏長者に任ぜられた天文5年（1536年）の興福寺維摩会には、会翌日に関白就任の奏慶を控えた稙家の代理として興福寺を訪れている。また、彼女の所生ではないものの、将軍足利義晴正室となった慶寿院の後見的立場にあり、天文5年に慶寿院が義晴の嫡男（後の足利義輝）を生んだ際に立ち会っている。
さらに、伊予国の河野通直から「近衛家大政所」を通して御相伴衆推挙の依頼が、六角定頼及び内談衆大舘常興・晴光父子に対してなされた事が知られている（『大舘常興日記』天文8年12月4・5日条）。「近衛家大政所」とは維子のことであり、将軍後継者である義輝の実質上の外祖母として、幕政にも影響を与えたと考えられている（結果的に天文9年4月12日に河野通直は御相伴衆に加えられた（『大舘常興日記』））。
永正14年（1517年）頃より更年期障害と想定される健康の悪化が見られるものの、鞍馬寺や清水寺などの寺社参詣や親族、細川高国など有力者との交流ぶりが『後法成寺日記』などに記されている。
永禄9年（1566年）3月8日、86歳の高齢で没した（『言継卿記』）。